# Come Back and Stay
"Come Back and Stay" é uma canção gravada originalmente em 1981 pelo próprio compositor Jack Lee. Em 1983, o cantor de pop rock Paul Young a regravou e lançou como single do seu álbum No Parlez, em 1983, tornou-se sucesso mundial.

## Na cultura popular
A canção pode ser ouvida na estação de rádio Flash FM, do jogo eletrônico Grand Theft Auto: Vice City Stories (2006).

## Outras regravações
James Morrison gravou a canção no CD Radio 1 Established 1967. Chicane retrabalhou a canção e lançou como faixa dançante com o nome de "Come Back", em 2010, dispondo-se no álbum Giants.